# Vol Atlasjet 4203
Le vol Atlasjet 4203 est un vol intérieur régulier entre l'aéroport Atatürk d'Istanbul à l'aéroport Süleyman Demirel d'Isparta (en), en Turquie. Le 30 novembre 2007, l'avion effectuant le vol, un McDonnell Douglas MD-83 qu'Atlasjet avait loué à World Focus Airlines (en) cinq mois auparavant, s'écrase contre une colline à l'extérieur de la ville de Keçiborlu, à 18 km d'Isparta, aux alentours de 01 h 36 (heure locale). Les 57 occupants de l'appareil ont tous péri dans l'accident.

## Contexte

### Avion

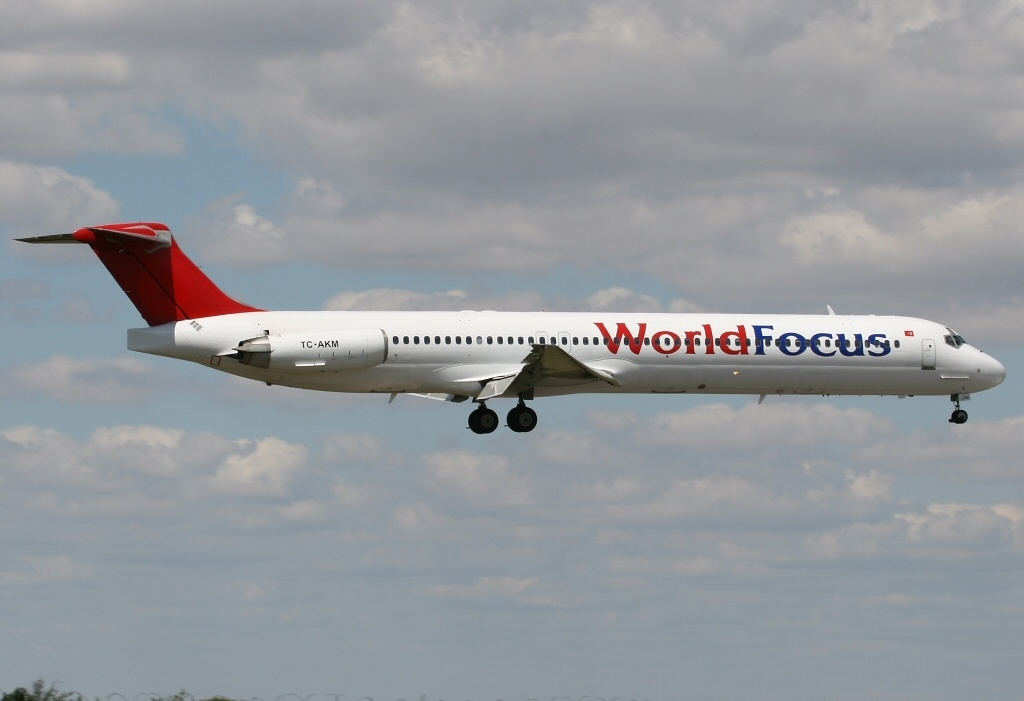
TC-AKM, l'appareil impliqué dans l'accident, ici en 2006, alors opérait par.

L'appareil assurant le vol 4203 est un McDonnell Douglas MD-83, immatriculé TC-AKM (numéro de série 53185) et fabriqué en août 1994. Il était équipé de deux turboréacteurs à double flux Pratt & Whitney JT8D-219.
Il été initialement en service chez Reno Air (en) en septembre 1994, où il a été exploité jusqu'en août 1999, après sa fusion avec American Airlines où il a ensuite servi jusqu'en mars 2001. Par la suite, la compagnie aérienne charter turque Freebird Airlines a acheté l'avion et l'a ensuite exploité jusqu'en mai 2005.
Finalement, World Focus Airlines (en) a acquis l'avion, avec comme nouvelle immatriculation TC-AKM, en mai 2005. Ce MD-83 a été loué à Turkish Airlines fin novembre de la même année, et a ensuite été restitué sept mois plus tard, en juin 2006. Finalement, World Focus Airlines a sous-loué l'appareil à Atlasjet fin juin 2007, pour une période de cinq mois.

### Équipage
L'équipage du vol 4203 était composé de deux pilotes, d'un technicien et de quatre membres du personnel navigant commercial (PNC) en cabine.
Le commandant de bord, Muhammet Serhat Özdemir (48 ans), est un ancien pilote de l'armée de l'air turque. Il totalise 9 100 heures de vol à son actif, dont 434 heures chez World Focus Airlines (en).
Le copilote, Mehmet Tahir Aksoy (55 ans), est également un ancien pilote de l'armée de l'air turque. Il a rejoint World Focus Airlines trois mois seulement avant l'accident et cumulé 3 141 heures de vol à son actif, dont 158 chez World Focus Airlines, dont seulement 14 heures aux commandes d'un MD-83, soit bien en dessous du minimum de 100 heures requis par la réglementation turque.
Parmi les sept membres d'équipage, trois agents de bord étaient des employés d'Atlasjet, tandis que les deux pilotes, le technicien et un agent de bord étaient employés par World Focus Airlines.

### Passagers
Les 50 passagers, dont un bébé de six semaines qui n'avait pas été compté au départ d'Istanbul, étaient tous des citoyens turcs. Parmi les personnes à bord se trouvait le professeur Engin Arık, une physicienne nucléaire, qui a trouvé la mort dans la catastrophe, ainsi cinq autres chercheurs, alors qu'ils se rendaient à une conférence de physique à Isparta.

## Déroulement du vol
Le vol 4203 a été autorisé à décoller de l'aéroport Atatürk d'Istanbul à 00 h 54, heure locale (22 h 54 UTC), avec une heure et demie de retard en raison d'un vol précédent en provenance de Pristina.
À 01 h 28, le commandant Özdemir a contacté le contrôle aérien pour demander une approche de type VOR/DME sur la piste 05 de l'aéroport Süleyman Demirel d'Isparta (en), et les contrôleurs ont autorisé le vol à descendre à 8 000 pieds (2 400 m). Le dernier contact radio, au cours duquel l'équipage a signalé au contrôle aérien d'Isparta qu'il était en phase d'approche, a eu lieu à 01h35, heure locale.
Après que le vol 4203 n'ait pas atterri à son aéroport de destination, où il devait se poser vers 01h40, le contrôle aérien d'Isparta a tenté de contacter l'équipage entre 01h46 et 01h52 sans succès, il a ensuite contacté le contrôle aérien d'Antalya et d'autres vols présents dans la zone pour établir le contact avec l'avion disparu. N'obtenant aucun résultat, le contrôle aérien d'Isparta a déclaré une urgence à 01 h 53 et les opérations de recherche ont été lancées.

### Site de l'accident

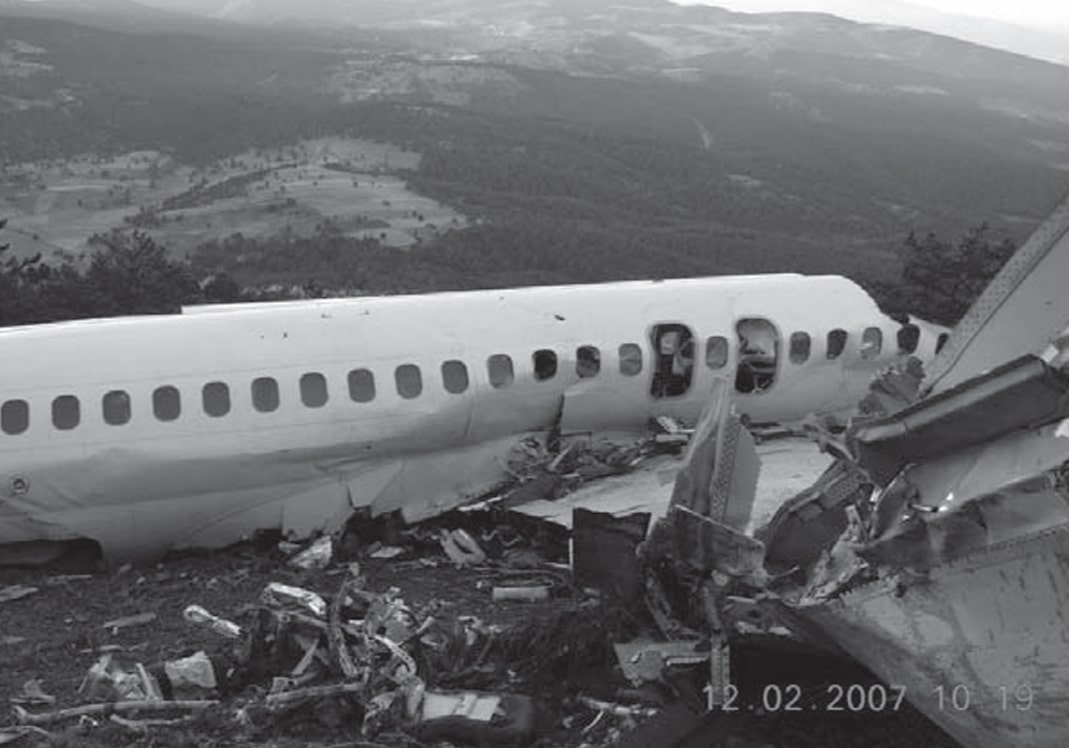
L'épave du MD-83 accidenté, sur le site du crash du vol 4203.

En raison de l'obscurité, les recherches ont été difficiles et l'épave de l'avion a été retrouvée à 05h42, heure locale, sur le flanc d'une colline, située à 12 km à l'ouest de l'aéroport d'Isparta et à 6 km au sud-ouest de la ville de Keçiborlu, à une altitude de 6 000 pieds (1 800 m).
Les autorités locales ont annoncé que l'épave de l'avion était divisée en trois parties distinctes, avec la queue et les réacteurs de l'avion se trouvant en haut de la colline, le fuselage et le train d'atterrissage étant 150 mètres en contrebas et la partie avant de l'appareil, dont le cockpit, à 50 mètres du reste du fuselage.
L'Anadolu Ajansı (AA) a précisé que les débris étaient dispersés sur une superficie de 5 000 m², un journaliste local décrivant la scène comme un amoncellement de débris dispersés sur un large périmètre, et aucun des 57 passagers et membres d'équipage n'a été retrouvé vivant.
Les premières remarques du gouverneur d'Isparta, Şemsettin Uzun, ont attiré l'attention sur le site où l'avion s'est écrasé, qui, selon lui, ne correspondait pas à la trajectoire de vol prévue, ce qui implique que le vol 4203 n'aurait jamais dû se trouver à proximité de la colline où il s'est écrasé.

## Enquête
Les enquêteurs de la Direction générale de l'aviation civile turque (en) (DGCA) ont trouvé les deux boîtes noires, l'enregistreur de données de vol (FDR) et l'enregistreur phonique (CVR), dans l'après-midi suivant le crash. Les analyses du CVR et du FDR ont cependant échoué, car il a été établi que le dernier enregistrement du CVR remontait à un vol précédent, survenu entre Istanbul et Kerki le 21 novembre, alors que le FDR n'a enregistré que les 14 premières minutes du vol.
Bien que l'avion soit équipé d'un avertisseur de proximité du sol (GPWS), qui alerte les pilotes si l'avion risque immédiatement de heurter le sol ou un obstacle, les enquêteurs ont déterminé qu'il avait mal fonctionné au cours d'au moins 85 des 234 derniers vols de l'avion. Il était auparavant installé dans un autre MD-83 d'Atlasjet (immatriculé TC-AKN), mais il avait été remplacé une semaine avant l'accident. Bien que le dysfonctionnement du GPWS soit connu de la compagnie aérienne et de la DGCA, il n'a pas été correctement enregistré dans les dossiers de maintenance afin de passer inaperçu.
Il a été établi que les conditions météo et la visibilité n'étaient pas mauvaises, et les enquêteurs ont également déterminé que les moteurs fonctionnaient au moment de la collision avec le relief, que le train d'atterrissage et les volets étaient correctement déployés, qu'il n'y avait pas eu d'incendie à bord ni avant, ni après le crash, et que les tests d'alcoolémie et de drogue des pilotes ont renvoyé des résultats négatifs.
L'analyse du CVR et du FDR étant impossible, les enquêteurs ont porté leur attention sur les enregistrements des données radar qui indiquaient que le vol 4203 approchait de l'aéroport d'Isparta sur sa trajectoire de vol prévue en direction du sud-ouest, au sud de l'aéroport et parallèlement à la piste, et descendait à 8 500 pieds (2 600 m). Après cette étape, l'avion était censé faire un demi-tour à 180° vers la droite et s'aligner sur la piste 05 pour l'approche finale. Cependant, en effectuant le demi-tour vers la piste, l'appareil a dévié de sa trajectoire de vol de 30° et a fini par s'éloigner de la piste vers le nord, plutôt que vers le nord-est. Supposant à tort qu'ils étaient sur la bonne pente d'approche, l'équipage est alors descendu davantage, mais peu de temps après, l'avion est entré en collision avec la colline.

### Rapport final
Le rapport final a été publié en novembre 2008, un an après l'accident. Il a été déterminé que l'accident du vol 4203 était dû à une erreur de navigation et une perte de repère (désorientation spatiale) de la part des pilotes. Le ministre turc des Transports, Binali Yıldırım, a déclaré que cet accident, de type impact sans perte de contrôle (CFIT), est le résultat d'une erreur de l'équipage.
Le rapport indique également que le GPWS n'a pas été en mesure de produire des alarmes sonores en raison d'une défaillance, présente depuis longtemps sur cet avion. Le commandant de bord et le copilote étaient plutôt inexpérimentés sur ce modèle d'appareil, et c'était également leur première approche vers l'aéroport d'Isparta. Ils n'ont pas correctement utilisé leurs instruments et n'ont pas su utiliser le système de gestion de vol de l'avion.

## Conséquences
Le 3 décembre 2007, le conseil provincial d'Isparta a décidé d'ériger un monument à proximité du lieu de l'accident en hommage aux victimes.
En février 2008, World Focus Airlines a changé son nom en « Ankair », à la suite de la publicité entourant l'accident. Sa licence d'exploitation a été suspendue par les autorités turques peu de temps après.